# Mindura walkeri
Mindura walkeri är en insektsart som först beskrevs av Atkinson 1886.  Mindura walkeri ingår i släktet Mindura och familjen Nogodinidae. Inga underarter finns listade i Catalogue of Life.